# L'Hôpital-du-Grosbois
L'Hôpital-du-Grosbois és un municipi francès situat al departament del Doubs i a la regió de Borgonya - Franc Comtat. L'any 2007 tenia 516 habitants.

## Demografia

### Població
El 2007 la població de fet de L'Hôpital-du-Grosbois era de 516 persones. Hi havia 174 famílies de les quals 35 eren unipersonals (13 homes vivint sols i 22 dones vivint soles), 43 parelles sense fills, 83 parelles amb fills i 13 famílies monoparentals amb fills.
La població ha evolucionat segons el següent gràfic:
Habitants censats

### Habitatges
El 2007 hi havia 195 habitatges, 180 eren l'habitatge principal de la família, 8 eren segones residències i 7 estaven desocupats. 165 eren cases i 28 eren apartaments. Dels 180 habitatges principals, 150 estaven ocupats pels seus propietaris, 28 estaven llogats i ocupats pels llogaters i 2 estaven cedits a títol gratuït; 2 tenien una cambra, 3 en tenien dues, 21 en tenien tres, 28 en tenien quatre i 126 en tenien cinc o més. 161 habitatges disposaven pel capbaix d'una plaça de pàrquing. A 67 habitatges hi havia un automòbil i a 102 n'hi havia dos o més.

### Piràmide de població
La piràmide de població per edats i sexe el 2009 era:
| Homes | Edats   | Dones |
| ----- | ------- | ----- |
| 0     | 95 o +  | 0     |
| 0     | 90 a 94 | 4     |
| 0     | 85 a 89 | 0     |
| 0     | 80 a 84 | 0     |
| 0     | 75 a 79 | 0     |
| 4     | 70 a 74 | 8     |
| 12    | 65 a 69 | 8     |
| 12    | 60 a 64 | 8     |
| 4     | 55 a 59 | 12    |
| 16    | 50 a 54 | 12    |
| 16    | 45 a 49 | 4     |
| 32    | 40 a 44 | 20    |
| 16    | 35 a 39 | 28    |
| 4     | 30 a 34 | 12    |
| 4     | 25 a 29 | 0     |
| 4     | 20 a 24 | 12    |
| 20    | 15 a 19 | 16    |
| 32    | 10 a 14 | 16    |
| 12    | 5 a 9   | 16    |
| 8     | 0 a 4   | 8     |

## Economia
El 2007 la població en edat de treballar era de 335 persones, 258 eren actives i 77 eren inactives. De les 258 persones actives 247 estaven ocupades (131 homes i 116 dones) i 11 estaven aturades (10 homes i 1 dona). De les 77 persones inactives 22 estaven jubilades, 32 estaven estudiant i 23 estaven classificades com a «altres inactius».

### Ingressos
El 2009 a L'Hôpital-du-Grosbois hi havia 188 unitats fiscals que integraven 541 persones, la mediana anual d'ingressos fiscals per persona era de 17.988 €.

### Activitats econòmiques
Dels 20 establiments que hi havia el 2007, 1 era d'una empresa de fabricació de material elèctric, 6 d'empreses de construcció, 4 d'empreses de comerç i reparació d'automòbils, 1 d'una empresa de transport, 2 d'empreses financeres, 1 d'una empresa de serveis i 5 d'empreses classificades com a «altres activitats de serveis».
Dels 8 establiments de servei als particulars que hi havia el 2009, 2 eren tallers de reparació d'automòbils i de material agrícola, 1 guixaire pintor, 2 fusteries, 2 lampisteries i 1 perruqueria.
L'any 2000 a L'Hôpital-du-Grosbois hi havia 6 explotacions agrícoles que ocupaven un total de 360 hectàrees.

## Equipaments sanitaris i escolars
El 2009 hi havia una escola elemental integrada dins d'un grup escolar amb les comunes properes formant una escola dispersa.

## Poblacions més properes
El següent diagrama mostra les poblacions més properes.